# Metopidiothrix kalang
Metopidiothrix kalang är en mångfotingart som beskrevs av Shear 2002. Metopidiothrix kalang ingår i släktet Metopidiothrix och familjen Metopidiotrichidae. Inga underarter finns listade i Catalogue of Life.